# U.S. National Championships 1922
Gli U.S. National Championships 1922 (conosciuti oggi come US Open) sono stati la 42ª edizione degli U.S. National Championships e quarta prova stagionale dello Slam per il 1922. Il torneo di singolare maschile si è disputato al Germantown Cricket Club di Filadelfia, il doppio maschile al Longwood Cricket Club di Chestnut Hill, i tornei femminili e il doppio misto al West Side Tennis Club nel quartiere di Forest Hills di New York, negli Stati Uniti.
Il singolare maschile è stato vinto dallo statunitense Bill Tilden, che si è imposto sul connazionale Bill Johnston in cinque set col punteggio di 4–6, 3–6, 6–2, 6–3, 6–4. Il singolare femminile è stato vinto dalla statunitense Molla Bjurstedt Mallory, che ha battuto in finale la connazionale Helen Wills Moody. Nel doppio maschile si sono imposti Bill Tilden e Vincent Richards. Nel doppio femminile hanno trionfato Marion Zinderstein Jessup e Helen Wills. Nel doppio misto la vittoria è andata a Molla Bjurstedt Mallory, in coppia con Bill Tilden.

## Seniors

### Singolare maschile
Bill Tilden ha battuto in finale  Bill Johnston con il punteggio di 4–6, 3–6, 6–2, 6–3, 6–4.

### Singolare femminile
Molla Bjurstedt Mallory ha battuto in finale  Helen Wills Moody con il punteggio di 6–3, 6–1.

### Doppio maschile
Bill Tilden /  Vincent Richards hanno battuto in finale  Gerald Patterson /  Pat O'Hara Wood con il punteggio di 4–6, 6–1, 6–3, 6–4.

### Doppio femminile
Marion Zinderstein Jessup /  Helen Wills hanno battuto in finale  Edith Sigourney /  Molla Bjurstedt Mallory con il punteggio di 6–4, 7–9, 6–3.

### Doppio misto
Molla Bjurstedt Mallory /  Bill Tilden hanno battuto in finale  Helen Wills /  Howard Kinsey con il punteggio di 6–4, 6–3.